# 34308 Roberthall
34308 Roberthall è un asteroide della fascia principale. Scoperto nel 2000, presenta un'orbita caratterizzata da un semiasse maggiore pari a 2,7525270 au e da un'eccentricità di 0,0497935, inclinata di 7,59976° rispetto all'eclittica.